# Karabin maszynowy Colt Model 1895
Colt Model 1895 i 1914 (Colt-Browning M1895/1914), potocznie nazywany Potato Digger – amerykański ciężki karabin maszynowy z końca XIX wieku i okresu pierwszej wojny światowej skonstruowany przez Johna M. Browninga.

## Historia i wersje
Karabin maszynowy Colt Model 1895, znany także w skrócie jako M1895 lub Colt-Browning od nazwiska konstruktora, był pierwszą praktyczną bronią automatyczną działającą na zasadzie energii odprowadzanych gazów prochowych. John Browning wynalazł ideę użycia odprowadzanych z lufy gazów prochowych do uruchamiania automatyki broni strzeleckiej w 1889 roku, po czym zastosował ją w skonstruowanym przez siebie w 1890 r. karabinie maszynowym. Prototyp i prawa do produkcji Browning sprzedał następnie fabryce Colt. Charakterystyczną cechą konstrukcji był tłok gazowy pod lufą, blisko jej wylotu, który poruszał się wahadłowym ruchem w dół i do tyłu. Wywodziła się od niego potoczna nazwa tej broni Potato Digger (pol. „kopaczka do ziemniaków”), gdyż w razie zbyt małego prześwitu między lufą a ziemią, tłok ten mógł uderzyć o ziemię.
W 1893 roku broń była testowana przez Marynarkę USA, po czym, po dopracowaniu, weszła do produkcji i sprzedaży pod oznaczeniem fabrycznym Colt Automatic Gun Model 1895. Karabin maszynowy Model 1895 na nabój kalibru 6 mm Lee został przyjęty do uzbrojenia przez Marynarkę USA. Nigdy natomiast nie został oficjalnie przyjęty do uzbrojenia jako standaryzowana broń przez Armię USA i Korpus Piechoty Morskiej, mimo że oba te rodzaje sił zbrojnych zakupiły i używały ich duże ilości, na standardową amunicję .30-40 Krag, następnie .30-03 i .30-06 (kalibru 7,62 mm).
Karabin Model 1895 stał się również przedmiotem eksportu do wielu krajów Europy i obu Ameryk. W celu zaspokojenia potrzeb różnych użytkowników, opracowano liczne wersje karabinu maszynowego Model 1895 na różne inne naboje: 6 mm Remington, 6,5 mm Mondragon, naboje 6,5 mm greckie, włoskie, rumuńskie i holenderskie, 7 × 57 mm Mauser, nabój 7,5 mm szwajcarski, 7,62 × 54 mm R (rosyjski), 7,65 mm Mauser (belgijski), 7,7 mm (0.303 brytyjski), 8 mm Mannlicher, nabój 7,92 × 57 mm Mauser (niemiecki). 
W 1914 Colt opracował ulepszony wariant broni, oznaczony Model 1914, w którym zamieniono niewymienną, gładką z zewnątrz lufę na wymienną, wyposażoną w żebra polepszające chłodzenie, co wyeliminowało zdarzające się wcześniej problemy z przegrzewaniem lufy.
Wyprodukowano około 100 000 karabinów maszynowych Colt. 

## Użycie

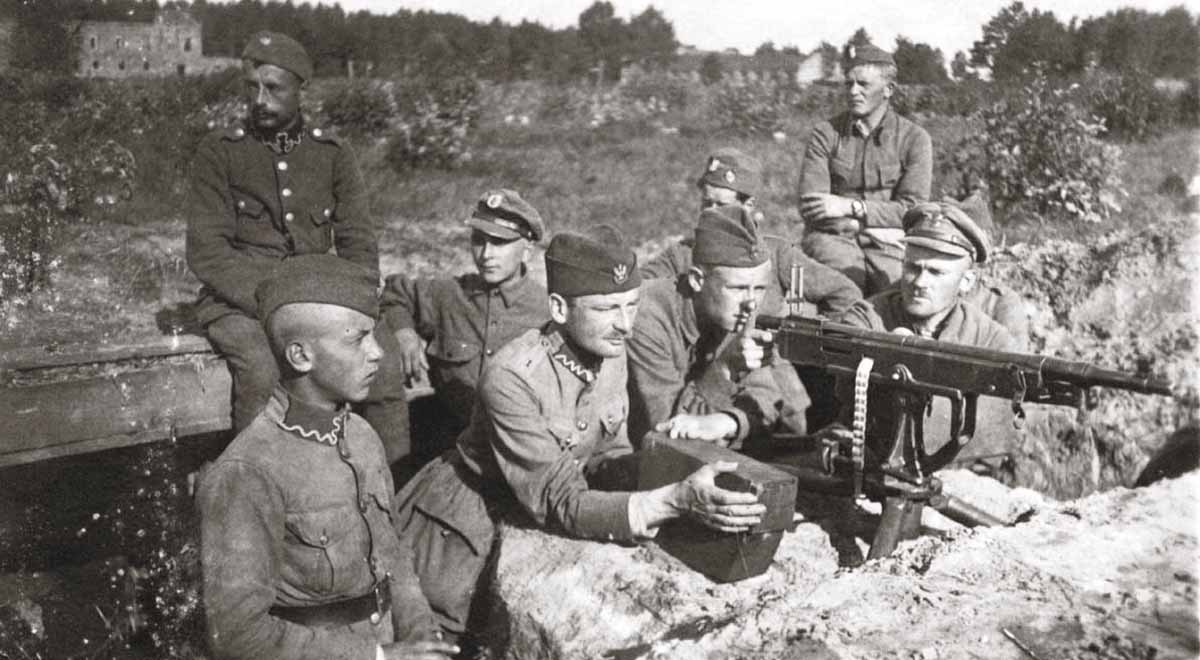
Żołnierze polscy z ckm-em Colt 1914 podczas wojny polsko-bolszewickiej

W 1897 roku przyszło pierwsze zamówienie ze strony Marynarki USA na 50 karabinów maszynowych, a w kolejnym roku na 150. Stały się przez to pierwszą bronią automatyczną zakupioną przez rząd USA. Były standaryzowane przez US Navy jako karabin maszynowy Mark I (nabój 6 mm), Mark I Modification I (naboje .30) i później Mark III (Model 1914). Zostały użyte po raz pierwszy przez oddziały desantowe marynarki w bitwie o Santiago na Kubie podczas wojny amerykańsko-hiszpańskiej w 1898 roku. W walkach o wzgórze San Juan dwóch prywatnie zakupionych karabinów na nabój 7 × 57 mm Mauser używał też 1. Pułk Ochotniczy Kawalerii „Rough Riders”. 
Dalsze przykłady użycia bojowego karabinów maszynowych Model 1895 to: oddziały kanadyjskie podczas wojny burskiej (1899–1902), US Marines broniący poselstw zagranicznych podczas powstania bokserów w Chinach (1900), oddziały amerykańskie, meksykańskie rządowe i powstańcy meksykańscy podczas tzw. rewolucji meksykańskiej (1911–1916). 
Podczas I wojny światowej karabin maszynowy Colt był już dość przestarzały. Karabiny Model 1895 i Model 1914 były jednak jeszcze używane przez USA, Rosję, Belgię, Kanadę i Wielką Brytanię, aczkolwiek w toku wojny były zastępowane przez karabiny maszynowe chłodzone wodą, wywodzące się z konstrukcji Maxima, a w USA – przez ckm Browning M1917. Dłużej były używane do szkolenia, np. w USA.
Część karabinów pozostała w użyciu także po I wojnie światowej, m.in. były używane przez siły polskie podczas wojny polsko-bolszewickiej. Wiosną 1919 w Wojsku Polskim znajdowało się 200 ckm-ów tego systemu, z tego 30 na froncie.

## Konstrukcja

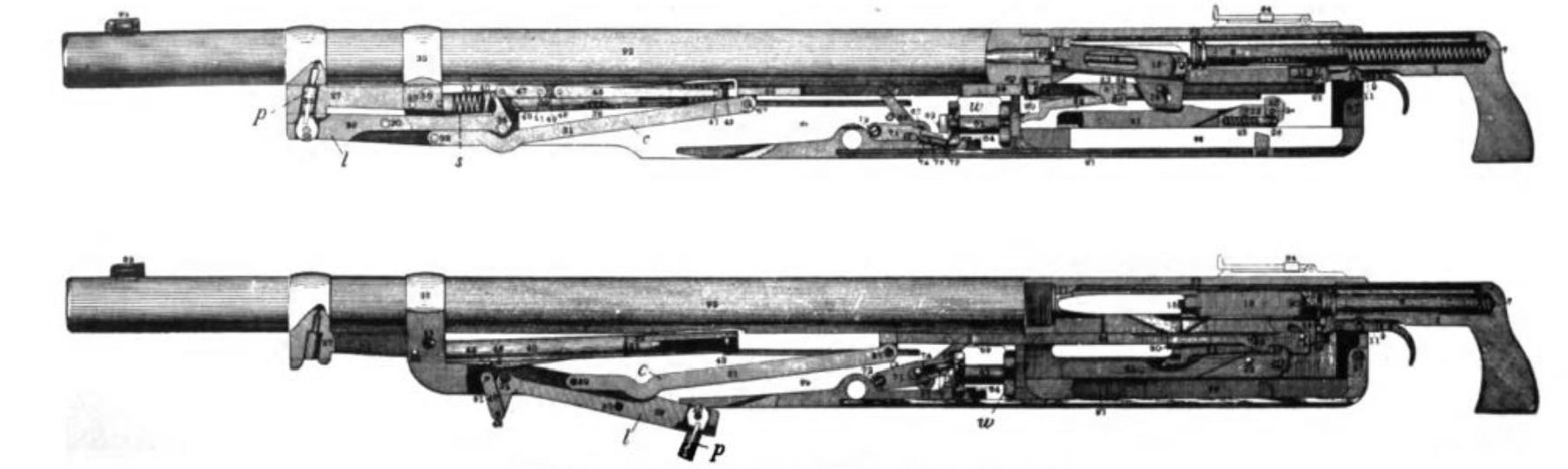
Przekroje z różnymi położeniami tłoka gazowego

Zasada działania automatyki oparta była na odprowadzaniu gazów prochowych przez boczny otwór w lufie, broń ryglowana przez przekoszenie zamka. Zastosowano nietypowy układ z wahadłowym ruchem tłoka gazowego, umieszczonego pod lufą. Tłok był odchylany w dół i do tyłu o około 170°, po czym powracał na skutek działania sprężyny. Ruchy tłoka gazowego były przenoszone układem dźwigni na suwadło. Zasilanie z taśmy parcianej 250 naboi, umieszczonej w skrzynce, z lewej strony. Lufa chłodzona powietrzem. 
Dzięki umiarkowanie wysokiej szybkostrzelności 400–450 strz./min., broń była dość celna, możliwe też było oddawanie strzałów pojedynczych przez doświadczonych strzelców.